# Утро (русенски вестник)
Вижте пояснителната страница за други значения на Утро.
„Утро“ е български ежедневен вестник, разпространяван в Русе и региона.
Първият му брой излиза на 1 август 1990 г. Счита се за наследник на вестник „Дунавска правда“, издаван по времето на социализма.